# 帕巴拉·格列朗杰
帕巴拉·格列朗杰（藏語：འཕགས་པ་ལྷ་དགེ་ལེགས་རྣམ་རྒྱལ་，威利转写：'phags pa lha dge legs rnam rgyal，藏语拼音：Pagbalha Gêlêg Namgyä，1940年1月16日—），四川理塘人，第十一世（不计追认）帕巴拉活佛，中华人民共和国政治人物，副国级领导人，现任全国政协副主席、西藏自治区政协主席，以及中国佛教协会副会长兼名誉会长。他是中华人民共和国任职时间最长的国家领导人。

## 生平

### 坐床
藏历第十六饶迥土兔年十二月八日（1940年1月16日），生于西康省理化縣（1951年更名为理塘县）理塘寺附近的濯桑片区藏坝乡安多村。1942年被认定为西藏昌都强巴林寺第十一世帕巴拉活佛。十一世帕巴拉的认定乃由藏传佛教高僧多吉羌帕邦卡授记，经重庆国民政府蒙藏委员会藏事处处长孔庆宗代表国民政府于1940年批准。帕邦卡仁波切所发复电为：“孔（庆宗）处长亲临讲述事宜经查审，理塘宗巴纳鲁仓之子确系十世帕巴拉之转世灵童”。经国民政府批准后，1942年在昌都强巴林寺为帕巴拉举办了坐床典礼。

### 昌都战役
1950年10月6日至10月24日，中国人民解放军发动昌都战役。昌都战役爆发后，昌都孜雪（“孜雪”为帕巴拉活佛设在昌都强巴林寺的政教机构）对如何应对当前局势进行了激烈讨论，“认为帕巴拉居于寺内极其危险，遂呈言请其避难。帕巴拉虽年幼，然沉稳并不慌张，经师和寺庙执事等不欲与寺庙分开。弹药库起火时，许多僧俗群众前往抢枪支。帕巴拉及经师等人纹丝不动，还规劝僧徒平心静气，不可制造混乱。”十一世帕巴拉作出了留在强巴林寺并迎接中国人民解放军的决定。根据帕巴拉的决定，昌都孜雪派出“孜”代表孜涅仁青顿珠、卓涅江村，“雪”代表涅青泽嘎等人，携带哈达等礼品迎接中国人民解放军。同时，昌都孜雪还向昌都所属的十八头人发出了藏语称作“达益”的加急信，信中要求不组织民兵或僧兵同中国人民解放军对抗。
1950年10月22日，帕巴拉亲自率领昌都强巴林寺人员，欢迎中国人民解放军第十八军的王其梅副政委、吴忠师长。王其梅副政委对帕巴拉未同解放军对抗，未出走国外表示高度赞赏。数日后，中国人民解放军第十八军军长张国华来到强巴林寺看望了帕巴拉，并传达了中央人民政府主席毛泽东、中国人民解放军总司令朱德的指示：“毛主席和朱总司令对你没有参与对解放军的抵抗，也并没有出走，感到无限欣慰，并来电嘉奖。”1950年12月1日，中华人民共和国昌都地区人民解放委员会成立，帕巴拉·格列朗杰当选昌都地区人民解放委员会第一副主任。

### 从民主改革到平叛

1956年中共中央主席毛泽东会见格列朗杰，当时的帕巴拉才16岁

1952年至1956年，帕巴拉在拉萨色拉寺学经，获格西学位。
1956年4月、5月，昌都地区计划在昌都进行西藏民主改革试点，帕巴拉拥护民主改革，并主动要求在其管辖的俄洛地方14个“俄然”内开展试点。1956年中华人民共和国国庆前夕，帕巴拉作为西藏参观团名誉团长赴中国内地参观，受到毛泽东等中央领导人接见。毛泽东对帕巴拉称：“你是昌都的大活佛，回去后要在西藏工委的领导下，以团结为重，以大局为重，为西藏的团结、进步、发展、繁荣作出贡献。”
1956年4月22日，西藏自治区筹备委员会成立。1956年至1959年，帕巴拉·格列朗杰任西藏自治区筹备委员会委员、宗教事务委员会副主任。
1959年3月，拉萨发生大规模骚乱，帕巴拉·格列朗杰的哥哥、西藏噶厦堪穷、西藏自治区筹备委员会官员索朗降措在拉萨街头被骚乱群众打死。同年3月28日，中华人民共和国国务院总理周恩来发布命令，责成中国人民解放军西藏军区彻底平息“武装叛乱”，并且决定解散西藏地方政府，由西藏自治区筹备委员会行使西藏地方政府职权，由十世班禅代理西藏自治区筹备委员会主任委员，并任命帕巴拉·格列朗杰、阿沛·阿旺晋美为副主任委员。1959年4月3日，帕巴拉·格列朗杰发表题为《国务院的命令完全符合全藏僧俗人民的利益》的文章，拥护3月28日国务院总理周恩来发布的命令。
1959年至1965年，帕巴拉·格列朗杰历任西藏自治区筹备委员会副主任、宗教事务委员会主任，昌都专署专员，全国政协副主席。其间，他积极支持西藏民主改革。1961年4月21日，中共中央发出的《关于西藏工作方针的指示》中称：“对阿沛、帕巴拉等人以及其他愿意跟着党走的上层分子，同样应该坚持这个方针。稳定地团结了这些人，无论对于团结整个藏族，或者是对于国际斗争，都是十分重要的和必要的。”

### 西藏自治区成立后
1965年至1979年，帕巴拉·格列朗杰任西藏自治区人民委员会副主席、自治区政协副主席，全国政协副主席。1979年至1993年，任西藏自治区人民政府副主席、自治区人大常委会副主任、自治区政协副主席，中国佛教协会副会长、西藏分会名誉会长，全国政协副主席，西藏自治区政协主席。1993年起任第八至九届全国人大常委会副委员长，西藏自治区政协主席，中国佛教协会副会长、名誉会长。，中国西藏文化保护与发展协会会长。
帕巴拉·格列朗杰是第二届、三届、四届、五届全国人大代表，第八届全国人大常委会副委员长。1998年3月，第九届全国人大第一次会议上，他连任全国人民代表大会常务委员会副委员长。此外他还担任第三届、四届、五届、六届、七届、十届、十一届、十二届、十三届、十四届全国政协副主席。

## 家庭
- 兄：索朗降措，原西藏噶厦堪穷、西藏自治区筹备委员会官员，1959年藏区骚乱期间，在拉萨遇害。